# Andrija Torkvat Brlić
Andrija Torkvat Brlić (Brod na Savi, 15. maj 1826 — Brod na Savi, 21. maj 1868) bio je srpski političar katoličke vjeroispovjesti i tajni agent Ilije Garašanina.

## Životopis
Potomak je ugledne Brodske, srbokatoličke porodice Brlić, koja je porijeklom iz istočne Hercegovine, preko Bosne, zajedno sa Reljkovićima prešla rijeku Savu, početkom 17. vijeka i nastanila se prvo u selo Svinjar, koje je kasnije preimenovano u Davor. Sin je Ignjata Alojzija, člana Društva srpske slovesnosti, jezikoslovca, pisca i prodavca knjiga. U Brodu ide u pučku školu, nižu gimnaziju pohađa u Vinkovcima (1837./1841), a višu u Zagrebu za vrijeme kulminacije ilirskog pokreta.
U martu 1842. zajedno sa devetoricom kolega iz Plemićkog konvikta osniva Narodnu čitaonicu zagrebačku, a bio je i njen prvi predsjednik.
Kao talentovanog gimnazijalca, biskup J. Haulik šalje ga u Beč na bogoslovlje u Augustineum, gdje priprema doktorat iz bogoslovlja. Sudjelujući u bečkoj revoluciji u martu 1848. okreće mu se životni put, napušta bogoslovlje.
Aktivan je u daljnjim revolucionarnim događanjima. U junu je na Praškim barikadama, u septembru je u Jelačićevom pohodu na Mađarsku, potom njegov izaslanik češkim revolucionarnim prvacima s kojima dogovaraju češko južnoslovensku saradnju oko preuređenja Habzburške monarhije. U decembru 1848. ban Jelačić šalje ga u svojstvu emisara u Francusku novoizabranom predsjedniku Druge Republike, Luisu Bonaparti, Napoleonovom nećaku, na konsultacije oko revolucionarne situacije u Evropi i mogućim francuskim evropskim planovima. Francuska, opterećena vlastitom revolucijom, nema trenutno vanjskopolitičkih planova, a kako i druge audijencije u Parizu nisu urodile željenim plodom, ban Jelačić više ne šalje novac A. T. Brliću za lagodan život u Parizu, pa se nudi Iliji Garašaninu, ministru unutrašnjih poslova Kneževine Srbije za saradnika kako bi ostao u Parizu.
U Osijeku je u ljeto 1849. izabran za županijskog tajnika. Tada je uvjerio đakovačkog biskupa J. J. Štrosmajera u svoje dobre političke veze u Parizu. O svom trošku, bez znanja bana Jelačića, biskup ga šalje u proljeće 1850. ponovno u Pariz i London. Naredne tri godine upravitelj je đakovačkog biskupskog vlastelinstva. Andrija T. Brlić napušta politiku, vraća se u Brod na Savi, zatim odlazi u Beč gdje studira pravo (1853./1857.). Nakon diplomiranja prava, uspješno se bavi advokaturom u rodnom Brodu na Savi.
Za vrijeme studiranja prava u Beču objavio je Gramatiku ilirskog jezika (1854) i Izvore srpske povjestnice (1857). Napisao velik broj novinskih članaka u listovima i publikacijama ilirskog pokreta, te bečkim, pariskim i drugim novinama. Njegovo najznačajnije djelo je Dnevnik, pisan od 1844. do 1857. (djelomično je objavljen), a značajan je i za srpsku političku istoriju 1848./1849.
Žena mu je bila slikarka Franciska Daubachy. Imali su ljetnikovac u Brodskom brdu koji je ona obnovila. U njemu je kasnije često boravila Ivana Brlić-Mažuranić s djecom i prijateljima. Otac je Dobroslava i Vatroslava Brlića, koji je bio muž Ivane Brlić Mažuranić.
Bio je prijatelj Mate Topalovića i Tome Skalice, prvog Srbina koji je oplovio svijet, i koji je za Andriju radio u korist srpskih nacionalnih interesa u Slavoniji. Prijatelj mu je bio i Hipolit Terlecki.

## Srpstvo Andrije Torkvata Brlića
Andrija je zapisao da je Slavonija skoro izključivo napučena Serbstvom rimske i gerčke crkve. Ignjat Brlić na kraju pisma iz Beča, od 9. maja 1853. godine, svom bratu Andriji Torkvatu Brliću piše: ...badava je sav napor naš bez politične samostalnosti, a to bi se, kako prije rekoh, najlakše moglo postignuti, kad bi se srbsko ime obnovilo i tim imenom, kao što već sad svaki Srbin čuvstvuje, srpsko carstvo, samostalnost i.t.d. skopčala i u narodu probudila. Još naš Šokac, ja to najbolje znam, pjeva o srbskom caru Stipanu, o caru Lazaru, o Kosovskoj bitki i.t.d. čuvstvuje da je Srbin, ali izreći samo neće... Ignjat je pisao svom bratu Andriji iz Osijeka, 15. juna 1862, da ban Josip Šokčević ne voli Andriju, jer je veliki Srbin: ...Banu, veljaše, niesi po čudi, što si veliki Srbin... Napisao je knjigu Izvori srpske povjestnice iz turskijeh spomenika, štampanu srpskom ćirilicom i napisanu srpskim jezikom.  Andrija je krititikovao brata Ignjata što ga u Temišvaru drže za Hrvata. Ignjat se u pismu od 2. februara 1861. pravdao da to nije njegova krivica i da su ga tu srpski prijatelji tako doživljavali.

## Protivnik hrvatizacije Slavonije
Vlasta Švoger u knjizi koju je izdao Hrvatski institut za povijest, Zagreb 2012. "Ideali, strast i politika, život i djelo Andrije Torkvata Brlića", na 52. str. piše: ""...u Zagrebu je 1864. trebala biti organizirana izložba poljoprivrednih i obrtničkih proizvoda pod nazivom Izložba hrvatske države... Tome se oštro usprotivio Andrija Torkvat Brlić, koji je "hrvatsku kraljevinu" smatrao posestrimom Kraljevine Slavonije, ustvrdivši da Slavonija i Srijem nisu dio hrvatske države. "Mi znamo za posestrimu hervatsku kraljevinu, ali za hervatsko deržavljanstvo mi ovdie u Slavoniji nećemo da znamo, niti ćemo na tu izložbu što slati." Spomenuti Brlićev članak potaknuo je polemiku s "Pozorom". Odgovarajući na napade različitih autora u "Pozoru", Brlić je pozvao da se "promieni izložba te hervatske države u izložbu trojedne kraljevine Hervatske, Slavonije i Dalmacije." Ustvrdio je da je "Slavonija skoro izključivo napučena Serbstvom rimske i gerčke crkve"... Upozorio je da bi pohrvaćivanje Slavonije moglo imati negativne posljedice u obliku bojkota spomenute izložbe..."

## Nijemština i Slavjanstvo
Andrija Brlić je bio veliki protivnik asimilacije Slavena od strane Nijemaca, pa je pod pseudonimom Kazimir B. objavio tekst "Nijemština i Slavjanstvo". Zbog tog teksta je bio proganjan od strane vlasti, pretresali su mu kuću u Brodu, a i u Beču su ga špijuni neprestano pratili. Tekst je cenzurisan i zabranjen. U njemu iznosi pored ostalih i ove stavove: "Ako i je prije god 1848. Nijemština po viših kruzih vladala, ako se i je našlo lahkoumnih hrvatskih i slavonskih roditelja, koji su djecu svoju Nijemštinom trovali, da joj tobož put izobraženosti po njemačkom jeziku otvore, (kao da se to inimi slavjanskim jezici ne da!)...Sad roditelji hrvatski i slavonski kažu: Naša djeca moraju učit njemački, drukče, crna jim godina, ne će dobit službe, pa kako će živit?... Vidimo dakle, da je neznanje njemačkog jezika u političkom obziru veoma korisno i potrebno za domovinu našu, jer onda njemački jezik kao neznan mora spasti s prijestolja diplomatičnosti, na koje se je protizakonito u našoj domovini uspeo, a drugo vidimo, da ako bude neučen i neznan od izobražujuće se mladeži... s ostalim evropejskim napredovavšim svijetom u savezu ostat i skupa koracat u društvenom razvitku i materijalnom napretku. Ako li je tko nesrećan, da zna njemački, taj neka se nastoji iz tog zla time iskopat, da ovim jezikom nikad ne govori, kao da ga i ne zna, da svud nastoji ljudima nepotrebnost toga jezika dokazat, i da sam uči druge jezike, te lako bez njemačkog bit može... Svi na ulici, kod kuće, u društvih i svud govore njemački od najodličnijih do prostih Hrvata i Slavonaca... Ovom prilikom ne može nam se na ino nego čuditi se srpskoj beogradskoj vladi, što šalje u Berlin, Heidelberg i Bog zna kuda po Njemačkoj svoje mladiće, da se izobraze u vojništvu, i u znanostimi teoretičkim i praktičkimi. Ta zar nema Sardinije, Belgije, Francuskije, zar nema Praga i Krakova, gdje bi se mogli ovi puni duha i rodljublja mladići izobražavat, bez da od nijemštine šta zahvate, koja im izmuči duh i... njihov um upravi i njihova čuvstva otisne. Ovo postupanje srpske beogradske vlade ne odgovara slavjanskim potrepštinam i slavjanskoj politici, koja mora se po sve kraje krstiti i čuvati Nijemštine i svijetlo svoga izobraženja uz luč slavjanskih narodnosti užgati. A najviše srpska vlada neka gleda na razvitak vlastitosti narodnih, koje značaj srpski sačinjavaju..."

## Protivnik mađarizacije
Godine 1842, otac ga prisiljava da uči mađarski, ali Andrija to odlučno odbija iz rodoljubivih razloga. Ipak je popustio i pristao učiti mađarski, ali "da se o tom čim manje govori." Na molbu papinskog nuncija u Beču Mihaela Viale-Prela u septembru 1848. za papu piše dva memoranduma na latinskom: Bellum civile in Hungaria i Ecclesiae croatico-slavoniae status. U tim je memorandumima ocijenio da Katolička crkva u Mađarskoj podupire supermaciju Mađara nad ostalim, nemađarskim narodima.

## Privatni život
Bio je prijatelj Vuka Stefanovića Karadžića i Josipa Juraja Štrosmajera. Bio je poliglota (znao je njemački, francuski, poljski, češki, ruski, slovački, služio se engleskim).

### Prijateljstvo porodice Brlić sa Vukom Stefanovićem Karadžićem
"Ostalo nam je još da bacimo pogled i na njegov savez sa starim prijateljem njihove kuće u Brodu, s Vukom Karadžićem... No sada o njemu i Vuku, koji je znao za njega, tako reći, od kolevke pa do groba! Obavešten o prvoj prinovi u prijateljskoj kući u Brodu, Vuk je, u pismu od 19-31.maja 1826, starom Brliću rekao: "Želim da vam Andrija bude živ i zdrav i srećan i čestit, i da svojim roditeljima bude na radost i na diku, kao i vi vašima što ste!" Kad je pak taj Andrija krenup u Beč, otac ga je uputio tamo na svoje stare prijatelje, na Kopitara i Vuka. "Vuk je težko u Beču" pisao je sinu 3.oktobra 1943, "ako li je, i njega pozdravi. G. Kopitar kazat će ti gdi je." "I takvih pozdrava odaslano je iz Broda u Beč mnogo puta, i nema sumnje da ih je mladi klerik tamo i isporučivao... Andrija je bio veliki Vukov poštovalac, i pristalica, mada s neznatnim odstupanjima "radi sloge"! Smatrao je Vuka u pitanjima jezika "najdostojnijim svedokom". Uz sve to, u Beču je bio s Vukom u vezi i u "našim stvarima". Jedno Vukovo pismo, od 2.-14. decembra 1846, upućeno "Andriji Brliću u Pazmanovici", kazuje nam o tom da je primio "Katančićevo Sveto pismo u 6 knjiga2 i da će mu ga vratiti "sa zahvalnošću". Takve njihove veze bile su učestale i na prelazu iz pedesetih u šezdesete godine... Povdom Vukovog prelaska u Beograd "početkom januara 1859", Andrija mu je 22. februara poslao pismo-čestitku, toplo pozdravljajući i Vukovu "častvu obitelj", a onda dodajući i ove reči: "Nikola Martinović Crnogorac nosi Vam ovu čestitku, kojom Vam izjavljujem radost što ste se sretno vratili u onu zemlju, u kojoj ste se rodili, i u kojoj jedino možete zadovoljno zažmiriti, i med onaj narod, kojem ste sav svoj život posvetili. Udes je pravedan, možete biti zadovoljni, a ja se baš radujem." Izbija iz tih redovane samo njegova prisnost s Vukom, već i sa Srbijom, tako i iz njegove napomene, pri kraju, da će Vuk "razumjeti naše želje", pa i iz završnih mu reči: "Vap vijerni prijatelj Andrija Brlić"! Iduće godine potvdio je Vuku da je primito "66 komadah Vašijeh knjiga o otimnju srpskih velikaša o vlast", u pismu od 27. jula 1860."
Andrija T.B. se obraćao Vuku i za financijsku pomoć, što je zapisao u svom Dnevniku dana 7.10.1848. "Pitah Vuka nebil Mihajl za to 100 for. dao. Ako ima dat će, stvar je važna, pozdravite ga nek dade." "Vuka i kćer kod Bana oglasih i bihu kao i Popović i Daničić pripušteni. I Ban se divani ljubezno." Zalagao se za Vukovo načelo "Piši kako se govori". Hvali Vuka iako zna da se posluži tuđom riječi gdje imamo našu, "ipak je on punim pravom najdostojniji svjedok gdje se o pravilnosti govorenja riječ povede"!
Njegov brat Ignjat Brlić je često bio gost kod Vuka, pa u pismu bratu Andriji, Ignjat Brlić piše: "Ja sam bio na naša sveta tri kralja, a na pravoslavni božić kod Vuka na ručku. Tud sam prvi put odkad sam u Beču po redu,kako valja, ručao. Tud je bilo sremske pelunije, karlovačkog i dalmatinskog vina i crnogorskih smokava... za ručkom je bio još jedan Dalmatinac i Srbianac. Ja sam imao cest uz Vukovu kćer sjediti". Ignjat je u maju 1853.g. javio bratu da je kod Vuka K. bio na ručku i za pravoslavni Uskrs.
Andrija dolazi u Beč 14.1.1856. U to vrijeme, dok radi na djelu "Izvori srpske povjestnice iz turskijeh spomenika" koje je preveo na srpski jezik i štampao ćirilicom, gotovo svakodnevno posjećuje Vuka Karadžića, koji je na njega imao veliki uticaj. "Kod Vuka, gdje bi Pacek i Vukmanović. Ja rad spomenika moljah, no Mine ne vidjoh." Karadžiću je stajao na raspolaganju i nabavljao mu djela starih slovinskih (ilirskih) pjesnika, koja je Vuk obilato koristio. Karadžić mu je predlagao da potraži mjesto profesora prava u Srbiji. "Kristiću Vuk govoraše, da ako nedobijem advokatstvo ovd, za profess. Prav. u Srbiju podjem. Ovaj podporu obreče..." Kada je 1857. izašlo iz štampe Sv. Pismo Novoga zavjeta, koje je preveo Vuk Stefanović Karadžić,Brlić je imao primjedbe na taj prevod, koji nije smatrao vjernim grčkom originalu. "O Vukovu Sv. pismu N. Zav. ja rekoh, da ne posve točno po grčkom, što on opovrgavao, jer Kopitar s Vukom radio, a sam po servilnom Staroslav. prievodu, posli on i Danič." "Kod Vuka s Kašićem, te mu predgovor čitah. Pa Kristić sa gospojom dogje, te govor o mom služenju kao profesora pravah u Srbiji,da piše kad mi se ovdje težkoće čine za odvjetnika." Vuku Karadžiću zamjera i u sačuvanom primjerku Novoga zavjeta kojega je Karadžić preveo, bilježi na marginama mjesta iz kojih se vidi da prevod nije sa grčkoga.

### Brlić i Ilija Garašanin
Brlić je stupio u kontakt sa srpskim ministrom unutrašnjih poslova Ilijom Garašaninom, pristalicom južnoslovenskog ujedinjenja pod vodstvom Kneževine Srbije. Andrija je Garašaninu iz Pariza poslao pet pisama u kojima mu nudi svoje političko -obavještajne usluge. Obavještava ga o diplomatskim aktivnostima francuske i austrijske vlade i o planiranom ustanku Italijana protiv austrijske vojske uz saradnju liberalnih snaga iz Švicarske i Francuske. U trećem pismu obavještava ga o pokušajima poljskog generala Dembinskog u vezi pomirenja Mađara i Srba. U petom pismu piše o aktivnostima francuske vlade koja će u Bukurešt i Carigrad poslati svoga emisara Pojuedea, koji bi trebao nagovoriti tursku vladu da prizna Bugarsku kao samostalnu kneževinu, čime bi se spriječilo jačanje uticaja Rusije na Balkanu. Kasnije je Brlić bio u kontaktu sa Garašaninom preko agenta Antonija Oreškovića.

### Brlić i Josip Juraj Štrosmajer
Lobirao je u korist Štrosmajera da ga unaprijede u čin biskupa. Kasnije je na biskupovom imanju u Đakovu radio kao upravitelj vlastelinstva i utjerivač dugova. "Ele, biskup od sirotah, udovicah itd. naredi ne iskat." Tu ostaje do 20. avgusta 1853. a razlog odlaska je neslaganje sa biskupovim ocem, s kojim je stalno bio u napetim odnosima. Kulminacija sukoba bila je u julu 1853. kada je biskup otišao u banju u Karlove Vari. O tome piše: "... starac zadirkivao... kad jednu protunaredbu starčevu ukidoh, dođe mi on u sobu, te htjeo il samo grozio nožem lupiti me. Ja mu odgovorih da ne sramoti sina, ali on reče da će me ubiti, makar obješen bio... To, pa predsjedanje starca kod sjednicah dovede me do tvrde odluke, da ostavim neugodni taj život, gdje poznah u starcu djavolsku zlobu i pizmu, te da tražim drugdje hljeba."

### Brlić i Josip Jelačić
On piše bratu Ignjatu o smrti Jelačića: "Smrt Jelačićeva je našla još strunu žalosti u srcih Hrvata i Slavonaca. Najviše činjaše ta ideja: posljednji konstitucionalni ban. - Meni je umro čim je poludio."

## Zanimljivosti
Prilikom putovanja za London 1850. prvi put je vidio bicikl u Doveru: "... vidih ...kolica gvozdena, na kojima se vozaju ljudi okretjuć kolesa nogama." Iste godine u Parizu doživljava neugodnosti na ulici, zbog brade: "Varošani me gledaju kao na bjelu vranu. Doista typ stranjski imat moram, jer nitko bradu nenosi. Ele sami bluzari su." O Bosni je svoje utiske bratu Ignjatu napisao u pismu iz Sarajeva za Beč, 29. juna 1858.: ...Ovakva raja i ovakvo gradjanstvo zrelo je podpuno za robstvo i zrelije nego Indijani. Treba samo da promiene gospodara, jer je stari hrdjav, ali svoji lje biti ne mogu. Nemaju za to sposobnosti...

### Posthumna hrvatizacija
Davorin Hrkać na kraju teksta Neki aspekti povijesti mentaliteta kroz brodske katoličke matične knjige od 1780. do 1850. godine piše: ...pa će tako Andrija Torkvat Brlić svojoj djeci dati bar jedno staro hrvatsko ime. (imao je sinove Dobroslava i Vatroslava). I na Vikipedijama na hrvatskom i srpskohrvatskom jeziku se skriva istina o njegovoj srpskoj nacionalnoj pripadnosti, i lažno ga prikazuju kao hrvatskog, a ne srpskog političara i publicistu.

## Djela
- Gramatika ilirskog jezika (1854.)
- Izvori srpske povjestnice (1857.)